# 金日成廣場
39°01′10″N 125°45′09″E / 39.01953°N 125.75247°E

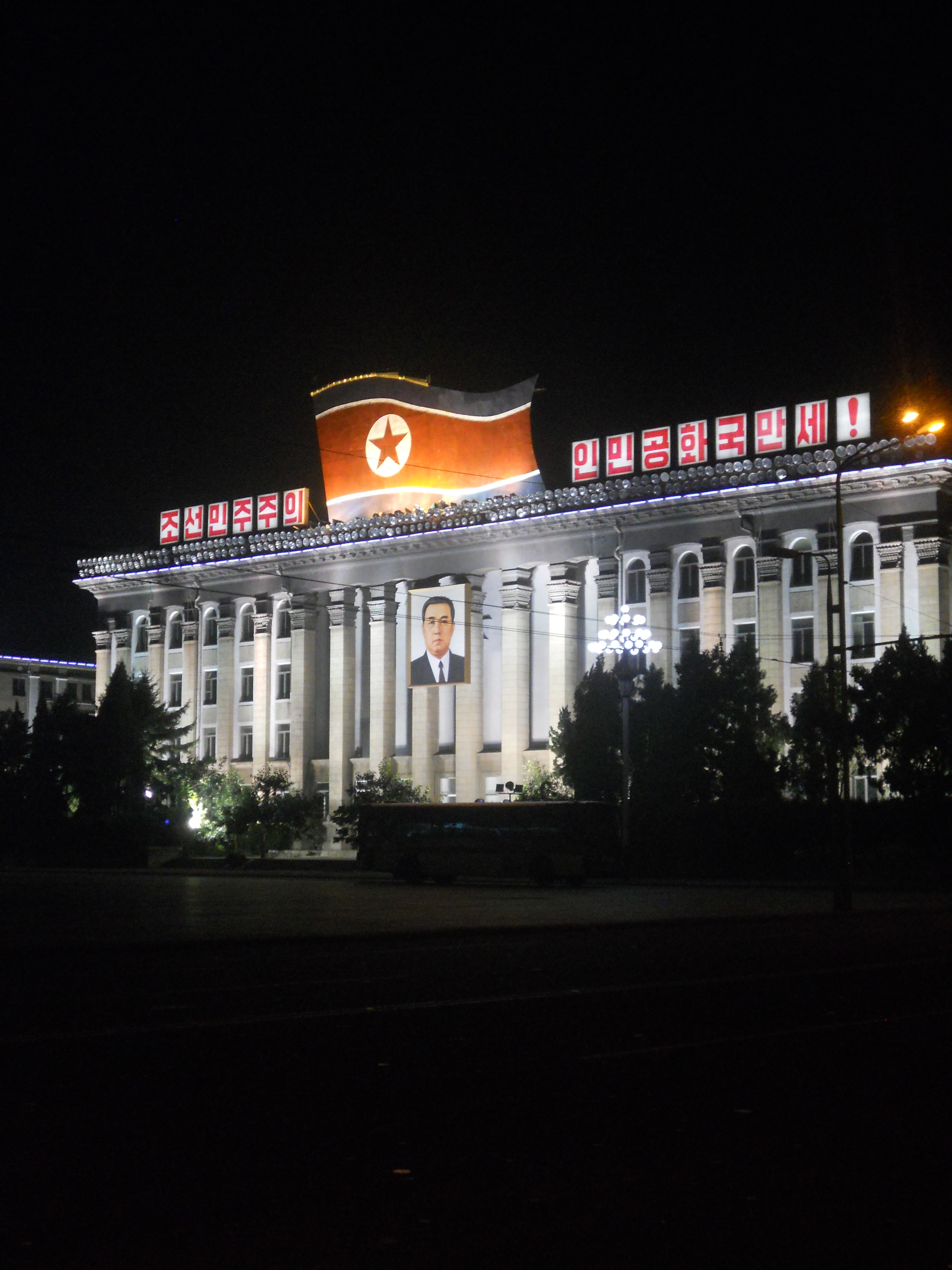
夜間廣場

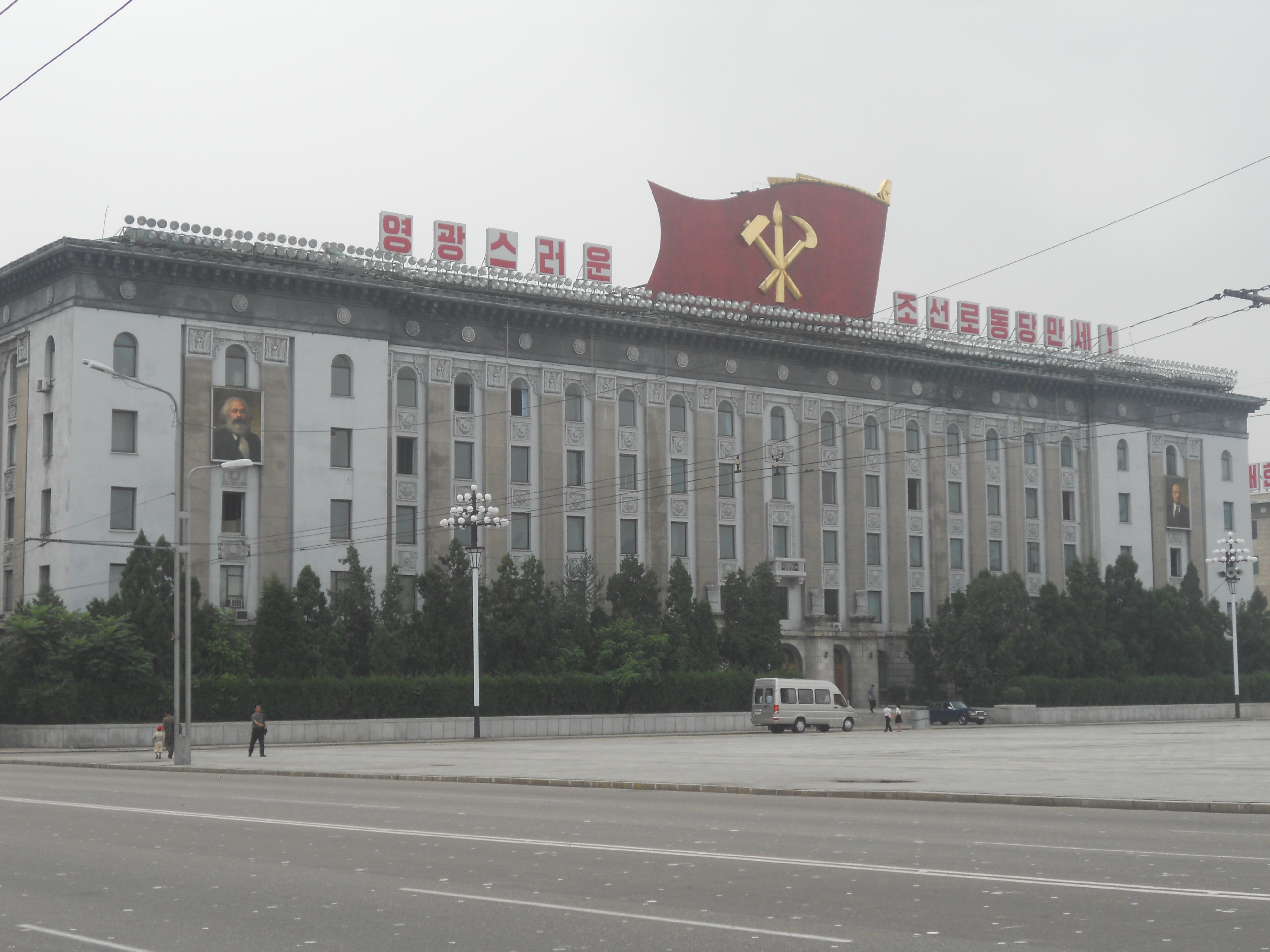
2012年之前懸掛在平壤金日成廣場的朝鮮內閣第二辦公樓上的馬克思和列寧畫像，辦公樓頂端的標語寫著「光榮的朝鮮勞動黨萬歲」字樣

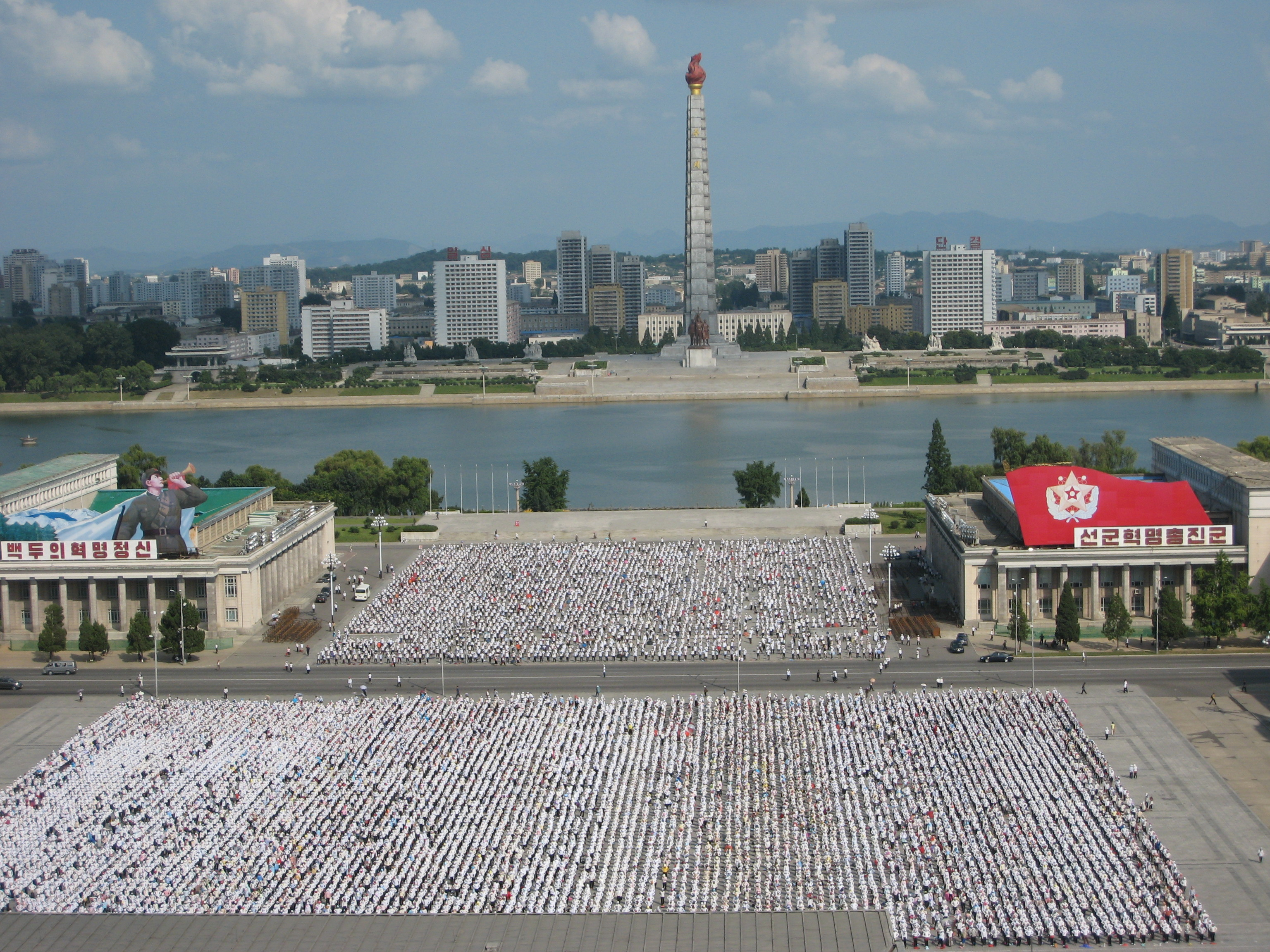
從人民大學習堂俯瞰金日成廣場

金日成廣場（朝鲜语：／）是朝鮮民主主義人民共和國首都平壤市的中央廣場，以建國領導人金日成命名。廣場臨大同江畔，主體思想塔的對面，於1954年8月竣工。
金日成廣場面積達75,000平方米，为世界第16大广场。地面由花崗岩鋪成，广场周围的建筑上悬挂了金日成、金正日、马克思和列宁的画像（列寧與馬克思的畫像已於2012年被移除） 。這裡是北韓舉行慶典、集會、政治文化活動、閱兵儀式的場所，并常在外国拍摄的与北韓有关的电视纪录片中出现。

## 大主席壇
金日成廣場北端與人民大學習堂間，設有一巨型主席台建築「大主席壇」(대주석단)、又名「查閱台」(사열대)。以作為朝鮮勞動黨總書記、金正恩家族成員與北韓黨政核心要員觀看閱兵式之主席台。功用與地位相當於天安門城樓、列寧墓檢閱台與胡志明主席陵檢閱台。
1954年大主席壇隨著金日成廣場落成時啟用，原本臺上單調而無多餘裝飾。2020年為慶祝朝鮮勞動黨創立75週年閱兵，金正恩進行大規模整修，除了添加華麗的古典欄杆、拱門與花紋，主席壇中央區還裝飾著金製的朝鮮國務委員會委員長徽章，以突顯金正恩崇拜。大主席壇左右兩側配有附屬露天觀禮台，而主席壇內部則闢有休息空間，供勞動黨黨政要員使用。
人民大學習堂與大主席壇分別為獨立建築，而由廣場上觀看往往被視為同一棟建築。

## 鄰近建築
- 人民大學習堂
- 朝鮮內閣廳舍
- 朝鮮外務省廳舍
- 對外經濟省廳舍
- 朝鲜中央历史博物馆
- 朝鮮美術博物館
- 主體思想塔